# 2008年北京オリンピックの自転車競技・男子個人ロードレース
2008年北京オリンピックの自転車競技・男子個人ロードレース（2008ねんペキンオリンピックのじてんしゃきょうぎ・だんしこじんロードレース）は、2008年8月9日、北京の公道コースで行われた。レースは中国標準時（UTC+8）の午前11時にスタートし、午後5時30分まで予定された。総距離245.4キロメートルのコースは、天壇や人民大会堂、天安門広場、北京国家体育場といったランドマークを通過し、北京都市圏を北へ縦断。北京中心部から北78.8キロメートルまでは比較的平坦な地形が続き、そこから、勝負を決する斜度10パーセントの急坂を含む八達嶺長城を登り降りする23.8キロメートルの周回コースを7周する。
レースは、最終盤に抜け出した6名の選手によるゴールスプリントを制した、スペインのサムエル・サンチェスが6時間23分49秒で優勝。これはスペインにとって男子個人ロードレース初のメダルとなった。イタリアのダヴィデ・レベッリンとスイスのファビアン・カンチェラーラがサンチェスと同タイムで2位、3位に入り、それぞれ銀、銅メダルとなった。蒸し暑い天気は、豪雨となった翌日の女子個人ロードレースと全く対照的であった。
本種目は競技第1日目に行われ、北京オリンピックで最も早く終了した。オリンピック前には、耐久系の競技における大気汚染の影響が懸念されたが、レース中に大きな問題は生じなかった。
2009年4月、レベッリンはオリンピック中のドーピング検査で持続性エリスロポエチン受容体活性化剤 (CERA、第三世代 エリスロポエチン)の陽性であったと発表された。その後、Bサンプルも陽性になると、レベッリンは失格確定前に、銀メダルとイタリアオリンピック委員会 (CONI)から授与された賞金を返還した。カンチェラーラと当初4位だったアレクサンドル・コロブネフの順位が繰り上がり、新たなメダルを授与された。コロブネフの銅メダルは、本種目でロシア初のメダルとなった。

## 出場資格
本競技において、国内オリンピック委員会毎に割り当てられる出場選手枠は最大5人であり、UCIプロツアーとその下級クラスのUCIコンチネンタルサーキットの2007年シーズン成績による国際自転車競技連合（UCI）ランキング上位から順に選手が選ばれた。各ツアーごとの出場選手数は、プロツアーから70人、ヨーロッパツアーから38人、アメリカツアーから15人、アジアツアーから9人、アフリカツアーから9人、オセアニアツアーから3人、世界選手権自転車競技大会B（UCI B World Championship Cycling）から5人とされた。プロツアーの選手のみで出場選手枠を満たさない国は、1つのコンチネンタルツアーの選手を、それでも足りない場合、世界選手権大会"B"の選手を加えることが認められた。
上記の基準により145人の選手が選ばれたが、実際にスタートラインに立ったのは143人であった。4人の選手がレース直前に出場を取り消している。イタリアのダミアーノ・クネゴは、同年のツール・ド・フランスでの怪我から回復しておらず、ヴィンチェンツォ・ニバリと交代した。 前回アテネオリンピック銀メダルのセルジオ・パウリーニョ（ポルトガル）は体調不十分と言われていた。ロシアの ウラディミール・グセフは所属チームのアスタナを内部のドーピング検査陽性で解雇されると、個人タイムトライアルに出場予定のデニス・メンショフと交代した。ミヒャエル・アルバジーニ（スイス）は1週間前の練習中に転倒し鎖骨を骨折したが、代わりの選手を見つけられなかった。

### 出場選手一覧
（ゼッケン、選手名）
- 出典: Cyclingnews.com[9]

| イタリア | スペイン | ドイツ | ベルギー |
| - 1. パオロ・ベッティーニ - 2. マルツィオ・ブルセギン - 3. ヴィンチェンツォ・ニバリ - 4. フランコ・ペッリツォッティ - 5. ダヴィデ・レベッリン | - 6. アルベルト・コンタドール - 7. オスカル・フレイレ - 8. サムエル・サンチェス - 9. カルロス・サストレ - 10. アレハンドロ・バルベルデ               | - 11. ゲラルト・シオレック - 12. ベルト・グラプシュ - 13. シュテファン・シューマッハー - 14. イェンス・フォイクト - 15. ファビアン・ヴェークマン                   | - 16. マリオ・アールツ - 17. クリストフ・ブラント - 18. マキシム・モンフォール - 19. ユルヘン・ファンデンブルック - 20. ヨハン・ファンスュメレン |
| フランス | オーストラリア | チェコ | ルクセンブルク |
| - 21. シリル・デセル - 22. ピエリック・フェドリゴ - 23. レミ・ポリオル - 24. ジェローム・ピノー - 25. ピエール・ロラン                        | - 26. カデル・エヴァンス - 27. サイモン・ジェラン - 28. マシュー・ロイド - 29. スチュアート・オグレディ - 30. マイケル・ロジャース                   | - 31. ペトル・ベンチック - 32. ロマン・クロイツィガー | - 33. キム・キルシェン - 34. アンディ・シュレク - 35. フランク・シュレク                                                                         |
| オランダ | ロシア | アメリカ合衆国 | スイス |
| - 36. ステフ・クレメント - 37. ロベルト・ヘーシンク - 38. カルステン・クローン - 39. ラウレンス・テン・ダム - 40. ニキ・テルプストラ          | - 41. ウラディミール・エフィムキン - 42. セルゲイ・イワノフ - 43. ウラディミール・カルペツ - 44. アレクサンドル・コロブネフ - 45. デニス・メンショフ | - 46. ジョージ・ヒンカピー - 47. リーヴァイ・ライプハイマー - 48. ジェイソン・マッカートニー - 49. クリスティアン・ヴァンデヴェルデ - 50. デヴィッド・ザブリスキー | - 51. ファビアン・カンチェラーラ |
| コロンビア | スウェーデン | ノルウェー | スロベニア |
| - 52. サンティアゴ・ボテロ - 53. ホセ・セルパ - 54. リゴベルト・ウラン                                                                        | - 55. グスタヴ・ラーション - 56. マルクス・リュングヴィスト - 57. トーマス・ルヴクヴィスト                                                           | - 58. クルトアスル・アルヴェセン - 59. エドヴァルド・ボアソン・ハーゲン - 60. ラーシュ・ペター・ノードハウグ - 61. ガブリエル・ラッシュ                            | - 62. ボルト・ボジッチ - 63. ジュール・ゴルサー - 64. シモン・シュピラック - 65. タデイ・ヴァリャヴェツ                                          |
| ポーランド | 南アフリカ共和国 | イラン | ウクライナ |
| - 66. トマシュ・マルチィニスキ - 67. ヤチェク・モライコ - 68. プジェムィスワフ・ニエミエツ                                                    | - 69. ジョン＝リー・アウグスティン - 70. デヴィッド・ジョージ - 71. ロバート・ハンター                                                               | - 72. ホセイン・アスカリ - 73. ガデル・ミズバニ - 74. メフディ・ソフラビ                                                                                           | - 75. アンドリー・グリフコ - 76. デニス・コスチュク - 77. ルスラン・ピドホルニー - 78. ヤロスラフ・ポポヴィッチ                                  |
| ポルトガル | 日本 | ベネズエラ | アルゼンチン |
| - 79. アンドレ・カルドソ - 80. ヌーノ・リベイロ                                                                                               | - 81. 別府史之 - 82. 宮澤崇史 | - 83. ジャクソン・ロドリゲス | - 84. アレハンドロ・ボラージョ - 85. フアン・ホセ・アエド - 86. マティアス・メディシ                                                             |
| イギリス | ニュージーランド | デンマーク | カナダ |
| - 87. ジョナサン・ベリス - 88. スティーヴ・カミングス - 89. ロジャー・ハモンド - 90. ベン・スウィフト                                         | - 91. グレン・チャドウィック - 92. ジュリアン・ディーン - 93. ティモシー・ガッセル                                                                   | - 94. クリス・アンカー・セレンセン - 95. ニッキー・セレンセン - 96. ブリアン・ヴァンドボーグ                                                                       | - 97. マイケル・バリー - 98. ライダー・ヘシェダル - 99. スヴェイン・タフト                                                                       |
| オーストリア | クロアチア | アイルランド | メキシコ |
| - 100. クリスティアン・ファンベルガー - 101. トーマス・ローレッガー                                                                           | - 102. マティア・クバシナ - 103. ウラディミル・ミホリェヴィッチ - 104. ラドスラフ・ロギナ                                                            | - 105. フィリップ・ダイグナン - 106. ニコラス・ロッシュ | - 107. モイセス・アルダペ |
| チュニジア | ウズベキスタン | ブルガリア | エストニア |
| - 108. ラファー・シティウイ | - 109. セルゲイ・ラグティン | - 110. エブゲニー・ジェガノフ - 111. ダニエル・ペトロフ | - 112. タネル・カンゲルト - 113. レイン・タラマエ                                                                                                |
| スロバキア | ラトビア | セルビア | アルジェリア |
| - 114. ロマン・ブロニシュ - 115. マテイ・ユルチョ - 116. ヤーン・バラク                                                                       | - 117. ライヴィス・ベロホヴォシュチィクス - 118. ガティス・スムクリス                                                                                | - 119. ネボイシャ・ヨヴァノヴィッチ - 120. イヴァン・ステヴィチュ                                                                                                  | - 121. ヒシャム・シャバネ |
| コスタリカ | リトアニア | ハンガリー | ブラジル |
| - 122. ヘンリー・ラーベ | - 123. ダイニウス・カイレリス - 124. イグナタス・コノヴァロヴァス                                                                                    | - 125. ラスロ・ボドロギ - 126. ペテル・キュズトル | - 127. ムリロ・フィスシャー - 128. ルチアーノ・パグリアリーニ                                                                                    |
| 中国 | カザフスタン | モルドバ | ベラルーシ |
| - 129. 張亮 | - 130. マクシム・イグリンスキー - 131. アンドレイ・ミズロフ                                                                                          | - 132. アレクサンドル・プリューシュキン | - 133. アリャクサンドル・クチュインスキー - 134. カンスタンツィン・シウツォウ - 135. アレクサンドル・ウソフ                                      |
| ボリビア | リビア | 香港 | 韓国 |
| - 136. オラシオ・ガジャルド | - 137. アフメド・ベルガセム | - 138. ウー・キンサン | - 139. 朴晟伯 |
| チリ | ナミビア | エルサルバドル | |
| - 140. パトリシオ・アルモナシド - 141. ゴンサロ・ガリド                                                                                       | - 142. エリク・ホフマン | - 143. マリオ・コントレラス | |

## レース前
男子個人ロードレースがオリンピックで実施されるのは18回目であり、1896年の第1回大会で実施された後、途中実施されなかった大会もあったが、1936年大会からは毎回行われている。

### 大気汚染問題
オリンピック前、 国際オリンピック委員会は大気汚染が選手に及ぼすリスクを軽視しようとしていた。しかし大会組織委員会は汚染レベルが高すぎる場合、自転車ロードレースといった耐久系競技の日程変更を考えていた。これらの競技に参加する選手は、安静状態の人間の20倍の酸素を消費する可能性がある。高レベルの大気汚染は選手のパフォーマンスにマイナスに働き、肺を傷つけ炎症を起こしたり、気管支喘息といった呼吸器症状を悪化させる恐れがあった。
大気汚染のレベルは、8月9日に世界保健機関が安全であると判断した上限を超えていると報じられた。しかし自転車競技は選手からの異議もなく予定通り行われた。出場した143人のうち53人が途中棄権したが、異常なことではなかった（2004年オリンピックでは半数以上が途中棄権した）。レース後には多数の選手が、過酷な天候、特にUCIプロツアーの大半が行なわれるヨーロッパより高い気温（26℃）と湿度（90％）であったことを強調した。一方、大気汚染は、優勝候補であったシュテファン・シューマッハー（ドイツ）が天候と大気汚染が影響したと述べたものの、問題としては大きく採り上げられなかった。

### 事前の評判

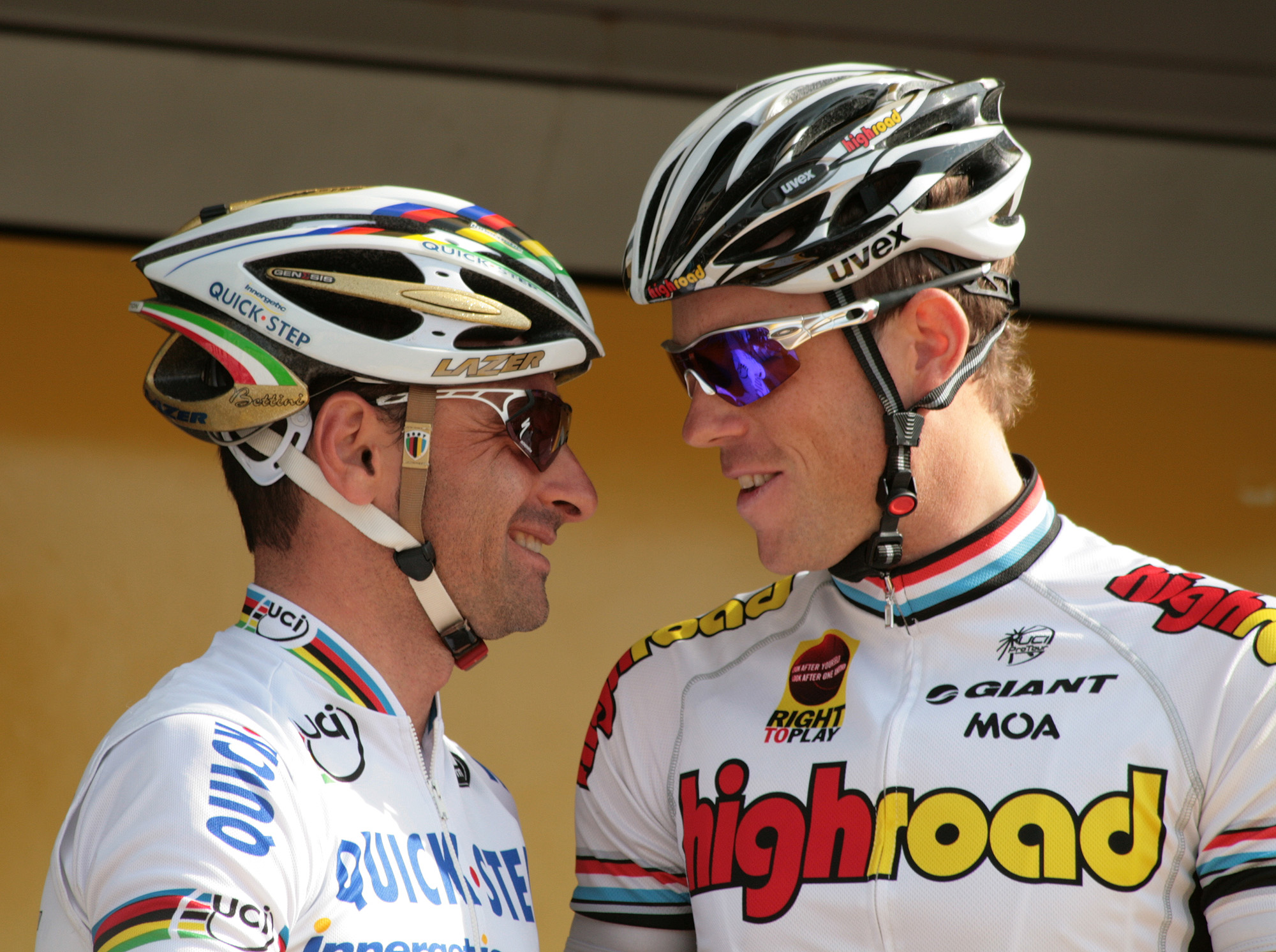
ライバルであり事前の評判が高かった パオロ・ベッティーニ（左）と キム・キルシェン（右）

レース前の評判が高かったのはスペイン代表であった。2人のグランツール覇者、アルベルト・コンタドールとカルロス・サストレのほか、2008年のドーフィネ・リベレ優勝かつスペインナショナルロードレースチャンピオンのアレハンドロ・バルベルデ、ブエルタ・ア・エスパーニャ2007でステージ3勝したサムエル・サンチェス、2008年のツール・ド・フランスのポイント賞を獲り、3度世界チャンピオンになったオスカル・フレイレもいた。その中でバルベルデが最強とみられていた。
他のメダル候補には前回オリンピック金メダルのパオロ・ベッティーニ（イタリア）や、シュテファン・シューマッハー（ドイツ）、2007年・2008年とツール・ド・フランス2年連続2位の カデル・エヴァンス（オーストラリア）もいた。そのほか強力な選手を揃えるドイツとルクセンブルクも優勝を争うとみられていた 。
ドイツ代表はシューマッハーのほか、イェンス・フォイクトといったサポートを務めるグランツールの常連がいた。また、ルクセンブルク代表にはアンディ、フランクのシュレク兄弟に、キム・キルシェンがおり、フランク・シュレクとキルシェンは2008年ツール・ド・フランスでマイヨ・ジョーヌを一時着用していた。

## コース
会場の公道コース（9ヶ所の仮設競技会場のうちの一つ）は全長102.6キロメートルで、男子ロードレースの総距離245.4キロメートルはオリンピック史上最長であった。北京中心部の東城区にある、復元された旧城壁の永定門がスタート地点、昌平区の居庸関がゴールとされた。

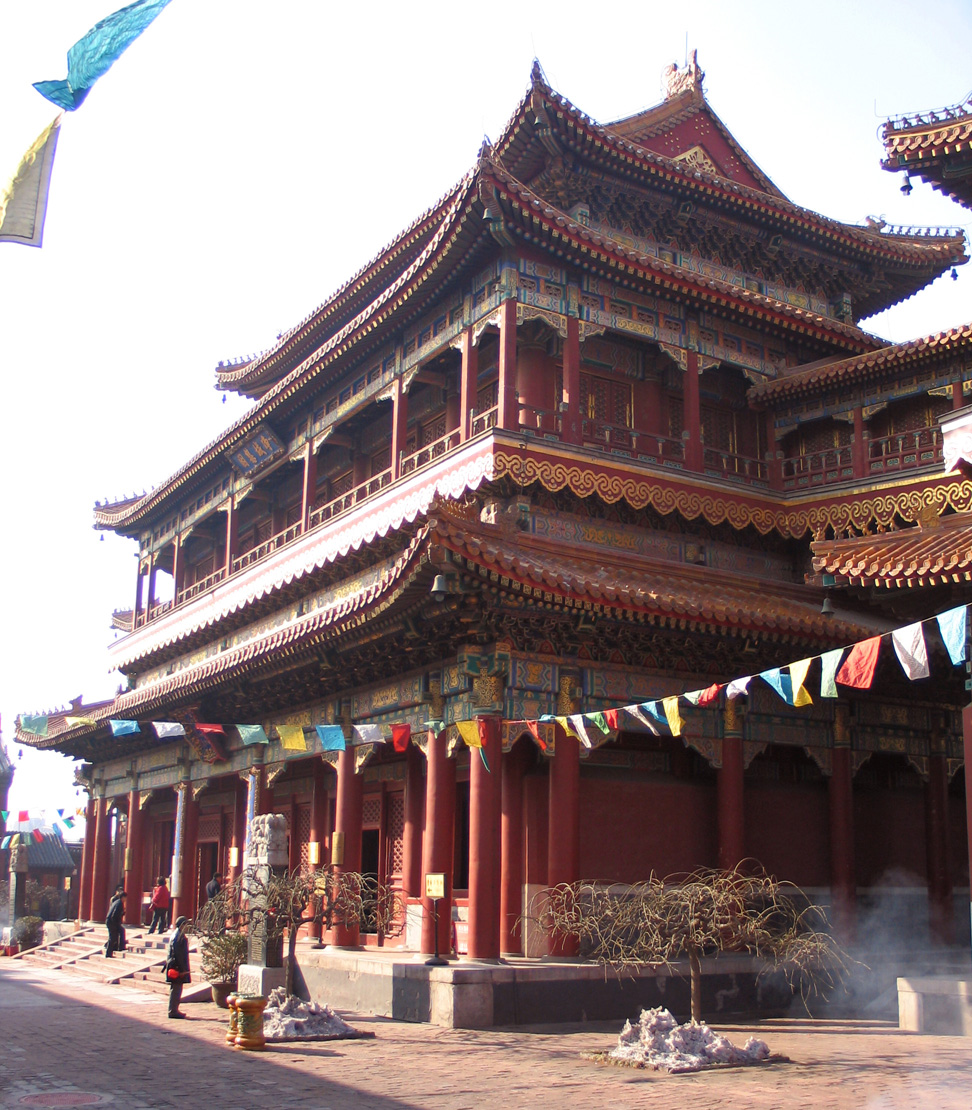
雍和宮

コースは計8つの区（崇文区、宣武区、東城区、西城区、朝陽区、海淀区、昌平区、延慶区）を通過する。イギリスの『ガーディアン』紙が沿道の風景を「壮麗」と評した。北京市街地から郊外へ向かうコースには、天壇、人民大会堂、天安門広場、雍和宮と万里の長城の一部といったランドマークが含まれていた。またオリンピック施設である北京国家体育場（通称「鳥の巣」（Bird's Nest））や北京国家水泳センター（通称「ウォーターキューブ」（Water Cube））も通り過ぎる。
男子のコースが女子のコースと最も異なる点は距離が2倍以上あることで、八達嶺長城と居庸関の間の周回コースを7周した。レース序盤は比較的平坦な北京市中心部を走行し、78.8キロメートル地点で八達嶺長城にたどり着き、そこから一周23.3キロメートルの周回コースに入る。ここから傾斜がきつくなり、周回コース開始地点から頂上までの12.4キロメートルで333.2メートルの高さを登る。上り坂は2車線で狭く、中間部分と頂上付近の傾斜が一番険しくなっていた。頂上で一瞬平地を走った後、居庸関へ向け幅広い高速道路を駆け降りる。ゴール直前の350メートルは緩やかな登りとなっており、複数の選手が集団でやってきた際にエキサイティングなゴールシーンになるように設計されていた。
警備上の問題から大会組織委員会がコース沿道での観戦は禁止したが、この決定は論争を引き起こした。パット・マクエイドUCI会長やスチュアート・オグレディやカデル・エヴァンスといった自転車界の大物は遠慮なく意見を述べた。マクエイドとオグレディは沿道に人がいないことが他のレースには存在する、ある種の雰囲気を奪い、サポーターの希望を考慮していないと語った。

## レース展開

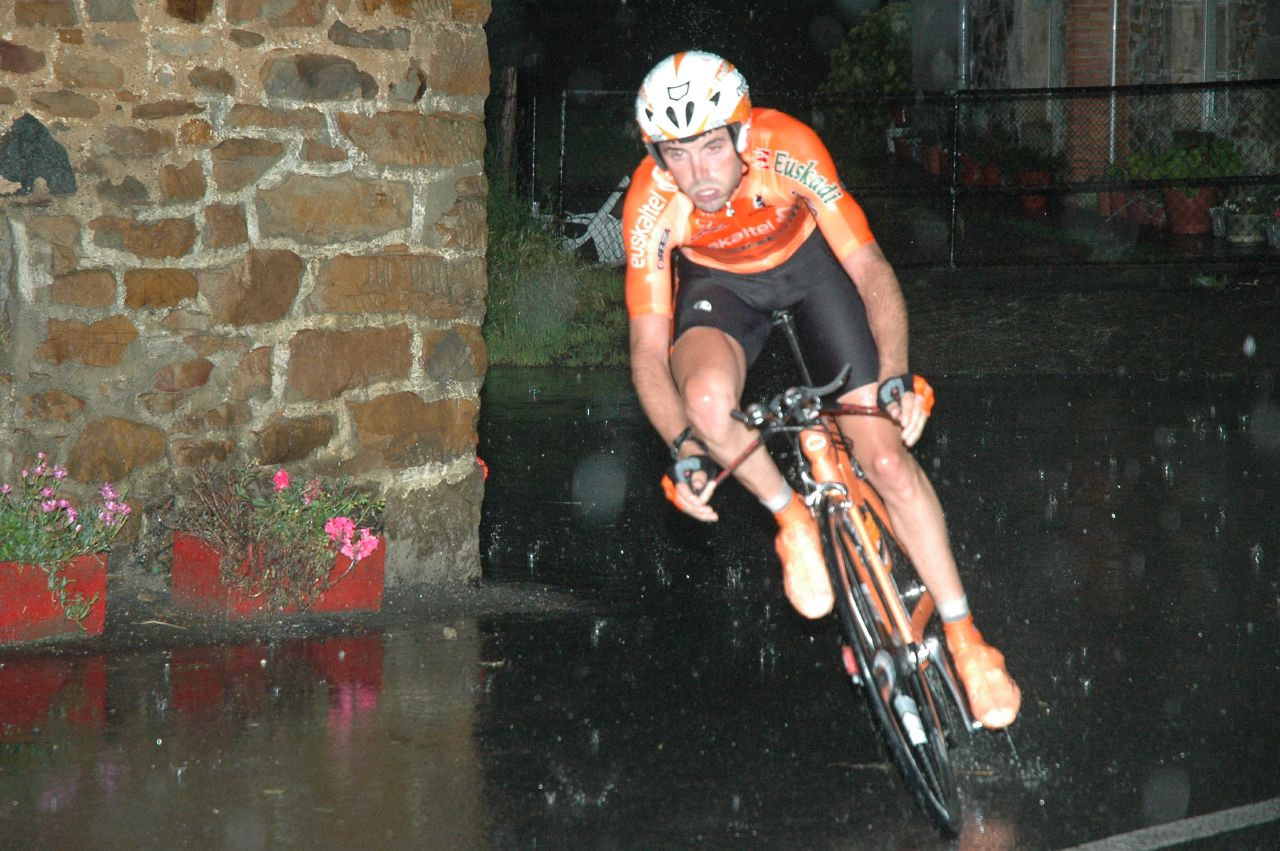
金メダリストのサミュエル・サンチェス

レースは現地時間（UTC+8）の午前11時0分にスタートした。スタートから3キロメートル足らずで、オラシオ・ガジャルド（ボリビア）とパトリシオ・アルモナシド（チリ）の2人が逃げを決めた。彼らは最大で15分差を付けたが、脅威とはみなされず、実際2人とも完走できなかった。ペースコントロールするチームがいない中、60キロメートル地点で、カルロス・サストレ（スペイン）、キム・キルシェン（ルクセンブルク）、イェンス・フォイクト（ドイツ）、ロマン・クロイツィガー（チェコ）、サイモン・ジェラン（オーストラリア）を含む26名の追走集団が誕生した。7周する23.8キロメートルの周回コースが始まる最初のゴールラインを越えて間もなく、ガジャルドがアルモナシドから遅れた。アルモナシドは、1時間半以上単独で逃げた後、2周目の頂上を過ぎたあたりで20人程度の追走集団に追いつかれた。

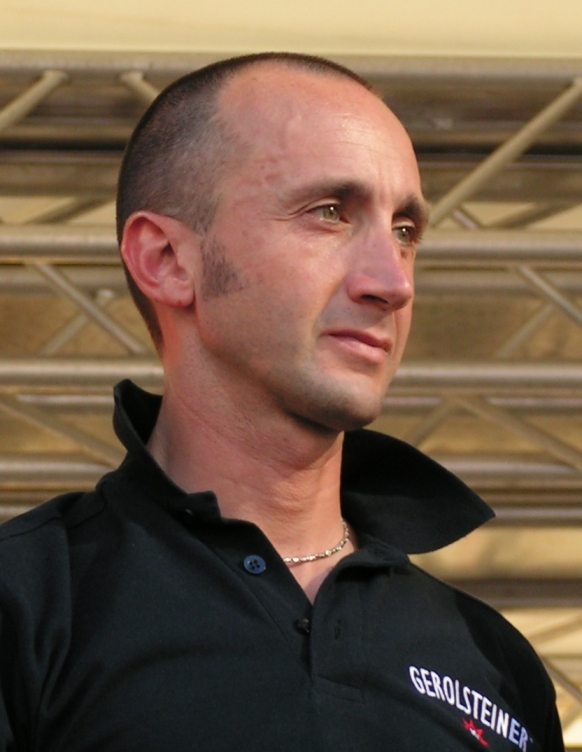
銀メダリストとなったが後に失格したダヴィデ・レベッリン

サストレとクロイツィガーを中心に牽引する強力な逃げ集団は、周回コースの4周目を終えてレースの中間地点で6分のリードを奪った。ここで、イタリアチームがペースを作るメイン集団は逃げ集団に追いつこうとしスピードを上げる。その後、アリャクサンドル・クチュインスキー（ベラルーシ）とルスラン・ピドホルニー（ウクライナ）が先頭集団から飛び出し、5周目開始時までにサストレらに1分40秒、メイン集団に2分45秒の差をつけた。残り60キロメートル地点で、サストレの集団は前方にクチュインスキーとピドホルニーを残してメイン集団に追いつかれた。その後間もなく5周目が終わる直前に、マルクス・リュングヴィスト（スウェーデン）とリゴベルト・ウラン（コロンビア）、ヨハン・ファンスュメレン（ベルギー）の3人がメイン集団からアタックし、クチュインスキーとピドホルニーも追いつかれた。

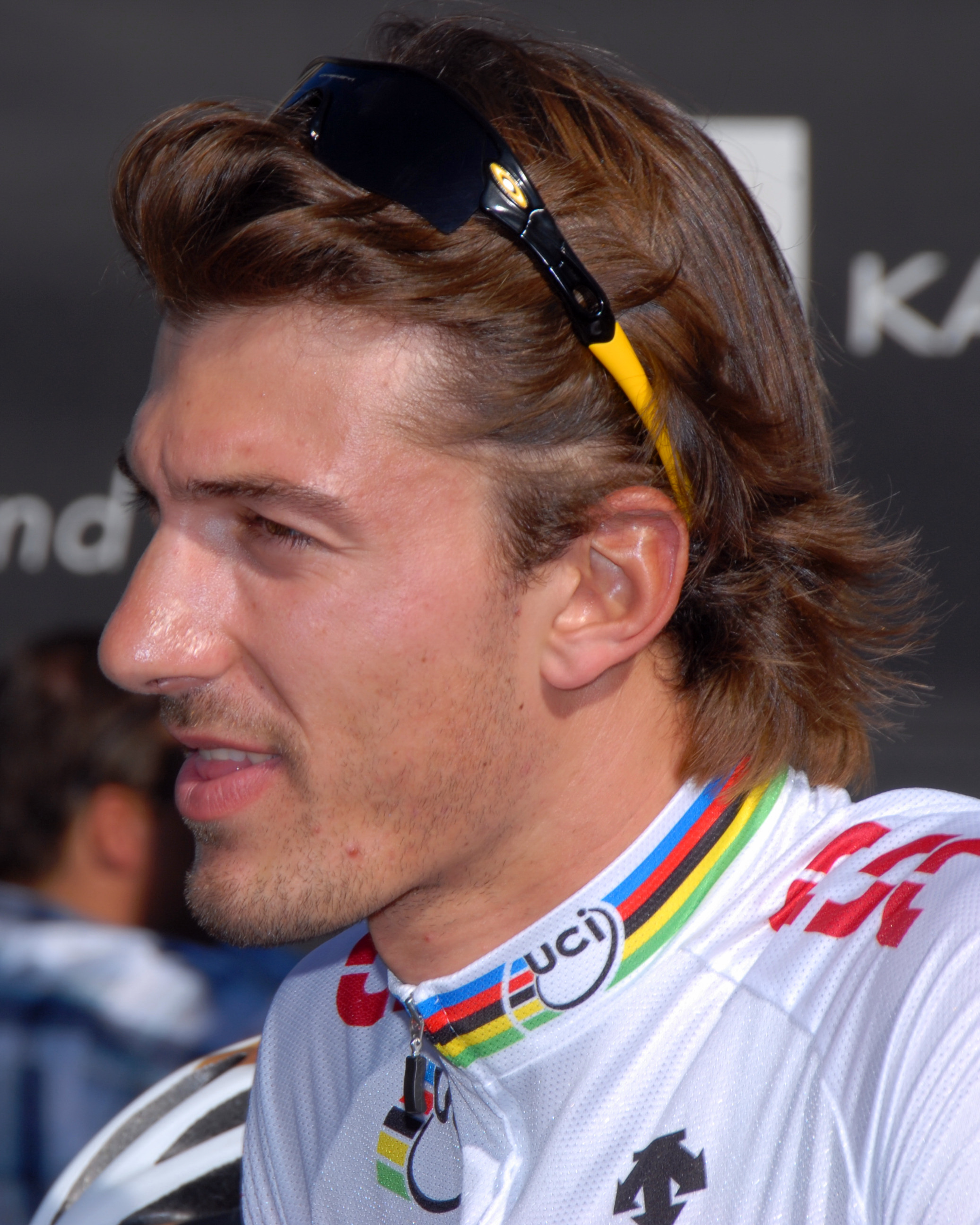
銅メダルのファビアン・カンチェラーラ。後に銀メダルに昇格。

次のアタックはクリスティアン・ファンベルガー（オーストリア）が6周目の終わりにメイン集団から行ったもので、 後に「大胆 」かつ「勇敢」と評された。ファンベルガーは1分以上のリードを奪うことはできなかったが、7周目と最終周回を逃げ、残り20キロメートルでメイン集団に吸収された。そして5分間の激しいアタック合戦の末、先頭には20人弱だけが残った。この集団には、カデル・エヴァンス、リーヴァイ・ライプハイマー（アメリカ合衆国）、 サンティアゴ・ボテロ（コロンビア）、 ジェローム・ピノー （フランス）らがいたが、バルベルデとベッティーニは置き去りにされた。さらにアンディ・シュレクの度重なるアタックで13人まで減った集団から、サムエル・サンチェス、マイケル・ロジャース、ダヴィデ・レベッリン（イタリア）、アンディ・シュレク、アレクサンドル・コロブネフ（ロシア）の5人が抜け出した。そして、サンチェス、レベッリン、シュレクの3人は、残り12.7キロメートル地点の八達嶺長城の頂上で、ロジャースとコロブネフに10秒、エヴァンスの集団に26秒の差を付けた。ここでベッティーニ、バルベルデ、ファビアン・カンチェラーラがメイン集団からアタックし、頂上でエヴァンスの集団に追いついた。残り10キロメートル地点で、先頭集団と追走する2人の差は15秒であった。
残り5キロメートル、カンチェラーラがエヴァンスの集団から飛び出し、先頭の3人を追っていたコロヴネフとロジャースに合流した。この3人は残り約1キロメートルで先頭に追いつき、6人でゴールスプリントに入る。スプリントを制したサンチェスが金メダル、レベッリンが銀、カンチェラーラが銅となった。

## ドーピング発覚
2009年4月、IOCは北京オリンピック中に6人の選手がドーピング検査で陽性になったと発表したが、名前と競技は明らかにされなかった。後に、2人の自転車選手が含まれており、うち1人はメダリストであるとの噂が流れた 。そしてイタリアオリンピック委員会（CONI）は、名前を挙げずにイタリアの男子自転車選手1人がロードレースで持続性エリスロポエチン受容体活性化剤（CERA）の陽性であったことが事実であることを認めた。翌4月29日、委員会はその選手がダヴィデ・レベッリンであると認めた。レベッリンの代理人はBサンプルの検査を要求したが、2009年7月8日、レベッリンは シュテファン・シューマッハーとともに陽性であったと証明された。シューマッハーは既にツール・ド・フランス2008中のドーピング陽性で2年間の出場停止になっており更なる処分を受けず、レベッリンはUCIとIOCによりメダルを剥奪された。そして11月27日にレベッリンはCONIとUCIの要求に応じてメダルを返還。UCIの規定に基づき、カンチェラーラとコロブネフがそれぞれ2位と3位に繰り上がったが、すぐには新しいメダルを授与されなかった。2010年12月18日、カンチェラーラは当初レベッリンに授与された銀メダル（実物）をスイスのイッティゲンで行われた式典で授与され、当初カンチェラーラに授与された銅メダルはコロブネフに授与された。
レベッリンは銀メダル剥奪の決定に対し、スポーツ仲裁裁判所に訴え出たが、2010年7月に訴えは却下された。
ドーピング問題はオリンピック前、ツール・ド・フランスでのドーピング発覚を受けて議論となっていた。IOCのトーマス・バッハ副会長は、目の前の脅威はないと明言したものの、オリンピックでの男子個人ロードレース実施の見直しを示唆し、スポーツへの信頼が損なわれたと語った。パット・マクエイドはこの発言に怒り、「なぜ、少数の腐ったリンゴに（大半の自転車選手が）脅かされなければならないのか？」と反論した。

## 最終順位
最終的に142人の選手が公式にレースを終えた。その大半はレース完走を期待されておらず、より良い登攀力を持つ自国選手を上り区間の開始地点でよいポジションにつけるため、チームのアシストとして働いた。また、多くの選手の多くが後日のタイムトライアルのために力を温存しているようにも思われた。加えて、周回コースで周回遅れになった選手は棄権を強制された。
| 順位 | 選手                               | 国籍             | タイム   |
| ---- | ---------------------------------- | ---------------- | -------- |
| 1    | サムエル・サンチェス               | スペイン         | 6:23:49  |
| 2    | ファビアン・カンチェラーラ         | スイス           | 同タイム |
| 3    | アレクサンドル・コロブネフ         | ロシア           | 同タイム |
| 4    | アンディ・シュレク                 | ルクセンブルク   | 同タイム |
| 5    | マイケル・ロジャース               | オーストラリア   | 同タイム |
| 6    | サンティアゴ・ボテロ               | コロンビア       | 6:24:01  |
| 7    | マリオ・アールツ                   | ベルギー         | 同タイム |
| 8    | マイケル・バリー                   | カナダ           | 6:24:05  |
| 9    | ロベルト・ヘーシンク               | オランダ         | 6:24:07  |
| 10   | リーヴァイ・ライプハイマー         | アメリカ合衆国   | 6:24:09  |
| 11   | クリス・アンカー・セレンセン       | デンマーク       | 6:24:11  |
| 12   | アレハンドロ・バルベルデ           | スペイン         | 同タイム |
| 13   | ジェローム・ピノー                 | フランス         | 同タイム |
| 14   | カデル・エヴァンス                 | オーストラリア   | 同タイム |
| 15   | プジェムィスワフ・ニエミエツ       | ポーランド       | 同タイム |
| 16   | クリスティアン・ヴァンデヴェルデ   | アメリカ合衆国   | 6:24:19  |
| 17   | パオロ・ベッティーニ               | イタリア         | 6:24:24  |
| 18   | ウラディミール・カルペツ           | ロシア           | 6:24:59  |
| 19   | ムリロ・フィスシャー               | ブラジル         | 6:26:17  |
| 20   | ファビアン・ヴェークマン           | ドイツ           | 同タイム |
| 21   | エリク・ホフマン                   | ナミビア         | 同タイム |
| 22   | クリスティアン・ファンベルガー     | オーストリア     | 同タイム |
| 23   | グスタヴ・ラーション               | スウェーデン     | 同タイム |
| 24   | ニッキー・セレンセン               | デンマーク       | 同タイム |
| 25   | ラドスラフ・ロギナ                 | クロアチア       | 同タイム |
| 26   | ジョン＝リー・アウグスティン       | 南アフリカ       | 同タイム |
| 27   | ヌーノ・リベイロ                   | ポルトガル       | 同タイム |
| 28   | イグナタス・コノヴァロヴァス       | リトアニア       | 同タイム |
| 29   | ジャクソン・ロドリゲス             | ベネズエラ       | 同タイム |
| 30   | マシュー・ロイド                   | オーストラリア   | 同タイム |
| 31   | クルトアスル・アルヴェセン         | ノルウェー       | 同タイム |
| 32   | カンスタンツィン・シウツォウ       | ベラルーシ       | 同タイム |
| 33   | レミ・ポリオル                     | フランス         | 同タイム |
| 34   | タデイ・ヴァリャヴェツ             | スロベニア       | 同タイム |
| 35   | ヤロスラフ・ポポヴィッチ           | ウクライナ       | 同タイム |
| 36   | サイモン・ジェラン                 | オーストラリア   | 同タイム |
| 37   | トーマス・ルヴクヴィスト           | スウェーデン     | 6:26:25  |
| 38   | トーマス・ローレッガー             | オーストリア     | 同タイム |
| 39   | ジョージ・ヒンカピー               | アメリカ合衆国   | 同タイム |
| 40   | ホセ・セルパ                       | コロンビア       | 6:26:27  |
| 41   | ヨハン・ファンスュメレン           | ベルギー         | 同タイム |
| 42   | フランク・シュレク                 | ルクセンブルク   | 同タイム |
| 43   | アンドレイ・ミズロフ               | カザフスタン     | 同タイム |
| 44   | ロマン・クロイツィガー             | チェコ           | 6:26:35  |
| 45   | キム・キルシェン                   | ルクセンブルク   | 6:26:40  |
| 46   | モイセス・アルダペ                 | メキシコ         | 6:28:08  |
| 47   | レイン・タラマエ                   | エストニア       | 6:30:49  |
| 48   | カルロス・サストレ                 | スペイン         | 6:31:06  |
| 49   | フランコ・ペッリツォッティ         | イタリア         | 同タイム |
| 50   | セルゲイ・ラグティン               | ウズベキスタン   | 同タイム |
| 51   | ホセイン・アスカリ                 | イラン           | 6:34:22  |
| 52   | ルスラン・ピドホルニー             | ウクライナ       | 同タイム |
| 53   | ジュリアン・ディーン               | ニュージーランド | 6:34:26  |
| 54   | ヤチェク・モライコ                 | ポーランド       | 同タイム |
| 55   | ライダー・ヘシェダル               | カナダ           | 同タイム |
| 56   | マティア・クバシナ                 | クロアチア       | 同タイム |
| 57   | マルクス・リュングヴィスト         | スウェーデン     | 同タイム |
| 58   | スヴェイン・タフト                 | カナダ           | 同タイム |
| 59   | デニス・メンショフ                 | ロシア           | 同タイム |
| 60   | ジュール・ゴルサー                 | スロベニア       | 同タイム |
| 61   | ヤーン・バラク                     | スロバキア       | 同タイム |
| 62   | マルツィオ・ブルセギン             | イタリア         | 同タイム |
| 63   | ニコラス・ロッシュ                 | アイルランド     | 同タイム |
| 64   | ラウレンス・テン・ダム             | オランダ         | 同タイム |
| 65   | ペテル・キュズトル                 | ハンガリー       | 6:35:44  |
| 66   | イヴァン・ステヴィチュ             | セルビア         | 同タイム |
| 67   | ガティス・スムクリス               | ラトビア         | 6:36:48  |
| 68   | タネル・カンゲルト                 | エストニア       | 同タイム |
| 69   | ゴンサロ・ガリド                   | チリ             | 同タイム |
| 70   | エドヴァルド・ボアソン・ハーゲン   | ノルウェー       | 同タイム |
| 71   | アンドレ・カルドソ                 | ポルトガル       | 6:39:42  |
| 72   | アリャクサンドル・クチュインスキー | ベラルーシ       | 同タイム |
| 73   | ダイニウス・カイレリス             | リトアニア       | 同タイム |
| 74   | ペトル・ベンチック                 | チェコ           | 同タイム |
| 75   | アレクサンドル・プリューシュキン   | モルドバ         | 同タイム |
| 76   | デニス・コスチュク                 | ウクライナ       | 同タイム |
| 77   | セルゲイ・イワノフ                 | ロシア           | 同タイム |
| 78   | ガデル・ミズバニ                   | イラン           | 同タイム |
| 79   | デヴィッド・ジョージ               | 南アフリカ       | 同タイム |
| 80   | フィリップ・ダイグナン             | アイルランド     | 同タイム |
| 81   | グレン・チャドウィック             | ニュージーランド | 同タイム |
| 82   | アレクサンドル・ウソフ             | ベラルーシ       | 6:49:59  |
| 83   | トマシュ・マルチィニスキ           | ポーランド       | 同タイム |
| 84   | ネボイシャ・ヨヴァノヴィッチ       | セルビア         | 同タイム |
| 85   | 宮澤崇史                           | 日本             | 6:55:24  |
| 86   | ラファー・シティウイ               | チュニジア       | 7:03:04  |
| 87   | 朴晟伯                             | 韓国             | 同タイム |
| 88   | ウー・キンサン                     | 香港             | 7:05:57  |
| 89   | ルチアーノ・パグリアリーニ         | ブラジル         | 7:08:27  |
| −    | アルベルト・コンタドール           | スペイン         | 途中棄権 |
| −    | シモン・シュピラック               | スロベニア       | 途中棄権 |
| −    | イェンス・フォイクト               | ドイツ           | 途中棄権 |
| −    | ピエリック・フェドリゴ             | フランス         | 途中棄権 |
| −    | シリル・デセル                     | フランス         | 途中棄権 |
| −    | ピエール・ロラン                   | フランス         | 途中棄権 |
| −    | リゴベルト・ウラン                 | コロンビア       | 途中棄権 |
| −    | ベン・スウィフト                   | イギリス         | 途中棄権 |
| −    | ステフ・クレメント                 | オランダ         | 途中棄権 |
| −    | ベルト・グラプシュ                 | ドイツ           | 途中棄権 |
| −    | ヴィンチェンツォ・ニバリ           | イタリア         | 途中棄権 |
| −    | ラーシュ・ペター・ノードハウグ     | ノルウェー       | 途中棄権 |
| −    | ウラディミル・ミホリェヴィッチ     | クロアチア       | 途中棄権 |
| −    | クリストフ・ブラント               | ベルギー         | 途中棄権 |
| −    | シュテファン・シューマッハー       | ドイツ           | 途中棄権 |
| −    | ブリアン・ヴァンドボーグ           | デンマーク       | 途中棄権 |
| −    | ユルヘン・ファンデンブルック       | ベルギー         | 途中棄権 |
| −    | ティモシー・ガッセル               | ニュージーランド | 途中棄権 |
| −    | パトリシオ・アルモナシド           | チリ             | 途中棄権 |
| −    | エブゲニー・ジェガノフ             | ブルガリア       | 途中棄権 |
| −    | ボルト・ボジッチ                   | スロベニア       | 途中棄権 |
| −    | スチュアート・オグレディ           | オーストラリア   | 途中棄権 |
| −    | マクシム・イグリンスキー           | カザフスタン     | 途中棄権 |
| −    | ガブリエル・ラッシュ               | ノルウェー       | 途中棄権 |
| −    | 別府史之                           | 日本             | 途中棄権 |
| −    | ヘンリー・ラーベ                   | コスタリカ       | 途中棄権 |
| −    | メフディ・ソフラビ                 | イラン           | 途中棄権 |
| −    | マリオ・コントレラス               | エルサルバドル   | 途中棄権 |
| −    | アンドリー・グリフコ               | ウクライナ       | 途中棄権 |
| −    | ウラディミール・エフィムキン       | ロシア           | 途中棄権 |
| −    | ジェイソン・マッカートニー         | アメリカ合衆国   | 途中棄権 |
| −    | ロジャー・ハモンド                 | イギリス         | 途中棄権 |
| −    | カルステン・クローン               | オランダ         | 途中棄権 |
| −    | オスカル・フレイレ                 | スペイン         | 途中棄権 |
| −    | スティーヴ・カミングス             | イギリス         | 途中棄権 |
| −    | マキシム・モンフォール             | ベルギー         | 途中棄権 |
| −    | マテイ・ユルチョ                   | スロバキア       | 途中棄権 |
| −    | ロマン・ブロニシュ                 | スロバキア       | 途中棄権 |
| −    | ヒシャム・シャバネ                 | アルジェリア     | 途中棄権 |
| −    | フアン・ホセ・アエド               | アルゼンチン     | 途中棄権 |
| −    | 張亮                               | 中国             | 途中棄権 |
| −    | アフメド・ベルガセム               | リビア           | 途中棄権 |
| −    | ゲラルト・シオレック               | ドイツ           | 途中棄権 |
| −    | ライヴィス・ベロホヴォシュチィクス | ラトビア         | 途中棄権 |
| −    | ジョナサン・ベリス                 | イギリス         | 途中棄権 |
| −    | オラシオ・ガジャルド               | ボリビア         | 途中棄権 |
| −    | ラスロ・ボドロギ                   | ハンガリー       | 途中棄権 |
| −    | ダニエル・ペトロフ                 | ブルガリア       | 途中棄権 |
| −    | マティアス・メディシ               | アルゼンチン     | 途中棄権 |
| −    | ニキ・テルプストラ                 | オランダ         | 途中棄権 |
| −    | アレハンドロ・ボラージョ           | アルゼンチン     | 途中棄権 |
| −    | ロバート・ハンター                 | 南アフリカ       | 途中棄権 |
| −    | デヴィッド・ザブリスキー           | アメリカ合衆国   | 途中棄権 |
| −    | ダヴィデ・レベッリン               | イタリア         | 失格     |

※「同タイム」は、同じ集団でゴールした選手を表し、集団先頭と同じタイムとなる。
出典：公式記録
棄権理由
1. ↑  疲労[49]。
2. ↑  ミホリェヴィッチとクラッシュ[50]。
3. ↑  暑さと大気汚染による疲労[51]。
4. ↑   暑さによる疲労[52]。
5. ↑   シュピラックとクラッシュ[50]。
6. ↑  疲労[53]。
7. ↑  頭痛[54]。
8. ↑   周回遅れ[55]。
9. ↑   周回遅れ[55]。
10. ↑  暑さによる疲労[56]。
11. ↑  腹の不調[57]。
12. ↑  疲労とタイムトライアルの準備[52]。
13. ↑   周回遅れ[55]。
14. ↑  呼吸器の問題[58]。
15. ↑   周回遅れ[55]。
16. ↑  暑さによる疲労[35]。
17. ↑   呼吸器の問題[4]。
18. ↑  タイムトライアルの準備[50]。
19. ↑   周回遅れ[55]。
20. ↑   周回遅れ[55]。
21. ↑   周回遅れ[55]。
22. ↑  タイムトライアルの準備[59]。